# 西田譲
西田 譲（にしだ ゆずる、1975年9月6日 - ）は、日本の政治家。衆議院議員（1期）、千葉県議会議員（1期）を務めた。

## 経歴

### 出生から学生時代まで
1975年9月6日、熊本県の田舎の80世帯ほどの集落で、農業に従事する両親のもとに生まれた。天明町立銭塘小学校、熊本大学教育学部附属中学校、熊本県立熊本高等学校を経て、慶應義塾大学経済学部中退。

### 政治活動
1999年の東京都知事選挙で石原慎太郎のボランティアスタッフを務めた。1999年から2005年まで小林興起の秘書を務めた。

### 政治家として
2007年、千葉県議会議員選挙八千代市選挙区に無所属で出馬し、初当選。その後、自由民主党会派に入る。総合企画水道常任委員、総務常任委員会副委員長、医療問題議員研究会幹事、介護問題議員研究会事務局長等を歴任。
2010年、自民党を離党。同年11月、県議会議員を辞職。同年12月の八千代市長選挙に無所属で出馬したが、現職の豊田俊郎に1,920票差で敗れた。
2012年2月、維新政治塾に参加。同年12月の第46回衆議院議員総選挙で千葉9区に日本維新の会から出馬し、自民党新人の秋本真利に敗れたが、比例南関東ブロックで復活し初当選。
2014年2月みんなの党と維新の会石原派の若手保守派でつくる議員懇談会「帆立の会」の設立に参加。同年8月日本維新の会の分党に伴い次世代の党に参加。同党衆議院政調会長代理に就任した。同年12月の第47回衆議院議員総選挙で千葉9区に出馬したものの、得票数3番目で落選。
2015年4月佐倉市長選挙に無所属で出馬したが、現職の蕨和雄に7,406票差で敗れた。
2017年、第48回衆議院議員総選挙に自由民主党より比例東京ブロックで出馬することとなった。単独候補28位で出馬するも落選。
2021年10月31日投開票の第49回衆議院議員総選挙に自由民主党より比例東京ブロック単独25位で立候補するも、落選。

## 政策・主張
- 憲法9条の改正に賛成[9]。
- 集団的自衛権の行使に賛成[9]。
- 「道徳」を小中学校の授業で教える事に賛成[9]。
- 首相の靖国神社参拝を問題ないとしている[9]。
- 「村山談話」及び「河野談話」を見直すべきとしている[9]。
- 特定秘密保護法を必要としている[9]。
- 負担増が耐えられないため、年金の給付水準が下がるのはやむをえないとしている[9]。
- ヘイトスピーチを法律で規制することに反対[9]。
- 女性宮家の創設に反対[10]。
- 選択的夫婦別姓制度の導入に反対[11][12]。
- 婚外子の相続における差別の撤廃に反対[12]。
- 離婚に関する手続きの簡素化に反対[12]。
- 日本のTPP参加に賛成[10]。
- 日本の核武装について、検討を始めるべきとしている[10]。
- 法務省がデートDVの啓発DVDを出すことについて、個人に対する過剰な介入だとして批判している[13]。
- 弁護士法第一条「弁護士は、基本的人権を擁護し、社会正義を実現することを使命とする。」に異を唱えている。[14]

### 原子力発電所関連
原子力発電所は日本に必要としており、原子力規制委員会が新たに策定した基準を満たした原子力発電所については再稼働するべきとしている。一方、2030年代の原子力撤廃を目指すとした政府の目標についても支持するとしている。
2013年3月13日の予算委員会で、福島第一原子力発電所事故により飛散したセシウムは無害であり、被ばくの影響は問題無いと主張して、避難者の即時帰宅を求めた。また、除染についても否定的な見解を示した。同日、この発言に対して日本維新の会共同代表の橋下徹は、退庁時のぶらさがり取材において、党の主張ではなく個人の議員の意見と答え、除染での1ミリシーベルト以下におさえることは検討しなければならないと答えた。なお、この主張は幸福の科学の機関誌「ザ・リバティ」や幸福実現党前党首の矢内筆勝が主張する内容と全く同じであるとFACTAが報じた。

## その他
- 高校の同期に元ラグビー日本代表の向山昌利（現在、同志社大学ラグビー部バックスコーチ）がいる[18]。